# Ramon II de Bigorra
Ramon II († 1080) fou comte de Bigorra de 1077 a 1080, i fill de Bernat II de Bigorra, comte de Bigorra, i de Clemència.

## Biografia
Va succeir al seu pare el 1077, i no sembla haver-se casat; va morir tres anys més tard. La seva germana Beatriu I de Bigorra, casada amb Cèntul V, vescomte de Bearn, el va succeir.